# Jardim Trussardi
O Jardim Trussardi é um bairro da zona oeste da cidade de São Paulo, Brasil. Forma parte do distrito da cidade conhecido como Vila Sônia. Administrada pela Subprefeitura do Butantã.

## Localização
O bairro conta com 31 logradouros, segundo os Correios do Brasil.
A área fica ao lado da Rodovia Raposo Tavares, do Parque Luís Carlos Prestes, do Parque Previdência e da Casa de Cultura do Butantã.